# Henry Mălineanu

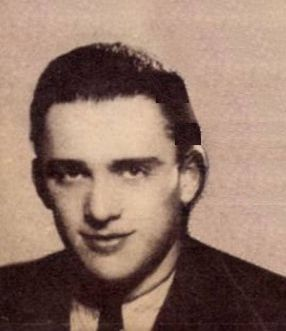
Henry Mălineanu (1920–2000) – rumänischer Komponist, Dirigent und Songwriter

Henri „Henry“ Mălineanu (* 25. März 1920 in Bukarest, Rumänien; † 12. November 2000 ebenda) war ein rumänischer Komponist, Dirigent und Songwriter.

## Leben
Henry Mălineanu studierte an der Nationalen Musikuniversität in Bukarest. Er war Dirigent bei den Theatern Barașeum (1942–1944), Gioconda (1944–1948) und später musikalischer Direktor am Theater Teatrul de Revistă (1950–1958). Während des Zweiten Weltkrieges und der vorherrschenden antisemitischen Gesetze wurde seine Kompositionen von dem Komponisten Elly Roman unter dessen Namen veröffentlicht. Neben Operetten, Musicals und fast 200 Liedern, schrieb Mălineanu auch Filmmusik. So komponierte er unter anderem die Musik zu Filmen wie Dem Täter auf der Spur, Postlagernd und Examen, wobei er dabei mit Regisseuren wie Jean Georgescu, Gheorghe Vitanidis und Francisc Munteanu zusammenarbeitete.

## Filmografie (Auswahl)
- 1960: Dem Täter auf der Spur (Portretul unui necunoscut)
- 1961: Postlagernd (Post restant)
- 1965: Examen (Gaudeamus igitur)